# Letteratura bolognese
La letteratura bolognese comprende numerose opere letterarie scritte in dialetto bolognese nel corso dei secoli. Ha una tradizione piuttosto ricca e comprende opere teatrali, poesie e letteratura in prosa. A questi si debbono aggiungere testi letterari del tutto caratteristici della tradizione bolognese quali la zirudella e la balanzonata. 

## Storia

### Origini
Il primo letterato bolognese di epoca moderna fu Lambertino Buvalelli, vissuto nel Duecento. Fu il primo poeta bolognese conosciuto che tuttavia scriveva in provenzale come tanti dell'epoca. Il primo bolognese a scrivere in volgare toscano fu il grande Guido Guinizelli, capofila del Dolce stil novo. A questi si aggiungono altri autori minori che scrissero in un volgare emiliano, parte della più ampia koinè lombardo-veneta: il più importante tra questi è stato Guido Fava, autore della poesia in bolognese antico Gemma purpurea.

### XVI - XVIII secolo: l'epoca d'oro della letteratura bolognese

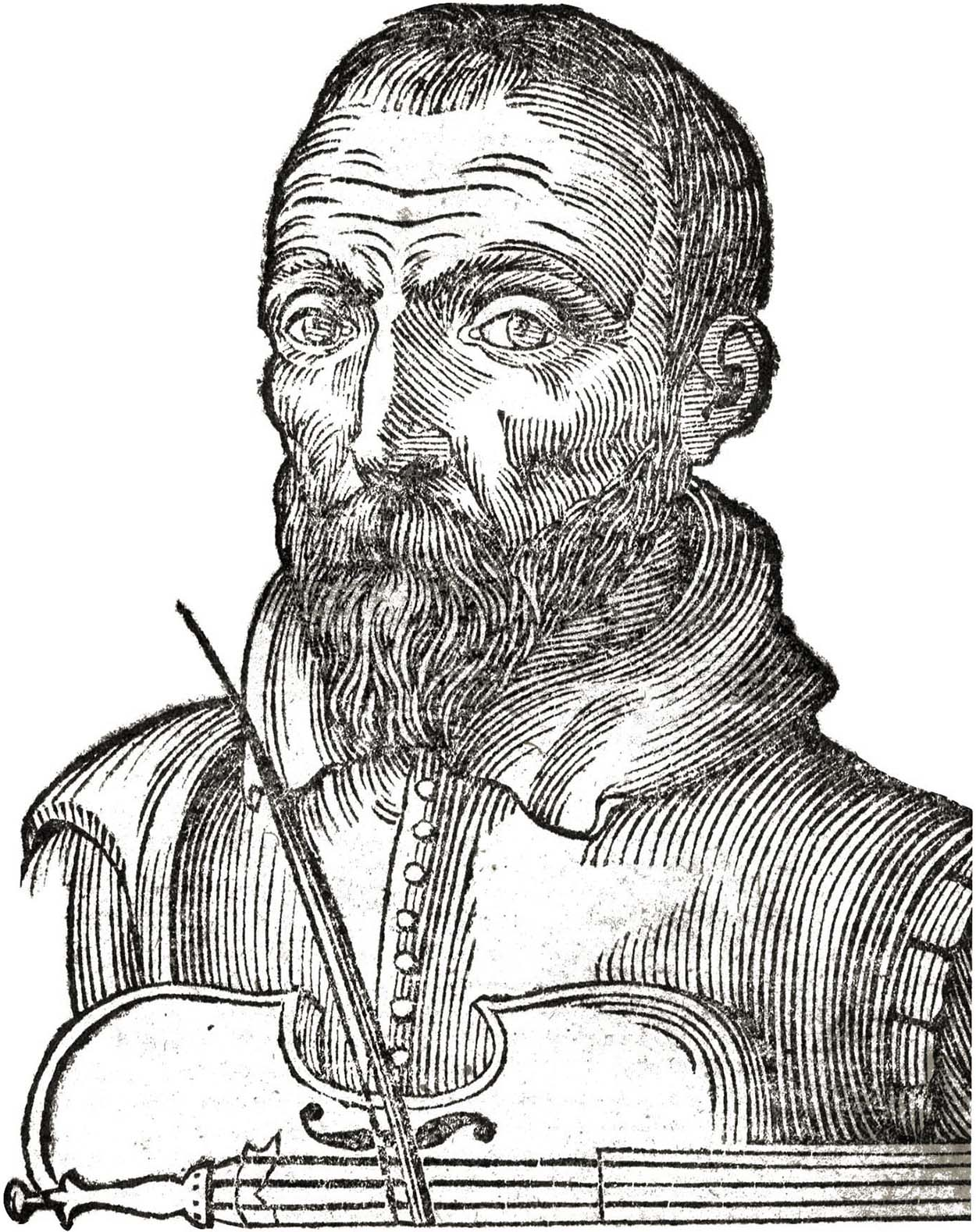
Giulio Cesare Croce

La fine del Cinquecento è stata la prima epoca d'oro della letteratura bolognese che ha visto molti dei suoi autori più prolifici: Giulio Cesare Croce, che scrisse opere di teatro, poesia e prosa (Bertoldo e Bertoldino, La sotterranea confusione, La tibia del Barba Pol da la Livradgha, La Toniola, Il Tartuffo, Il Tesoro, Il Sandrone astuto) in bolognese. Può essere considerato il Dante Alighieri del bolognese. Le sue opere sono tutte in stile burlesco e scherzoso e descrivono un mondo in cui sono sempre i poveri a soccombere anche quando sono più intelligenti dei ricchi. 
Nel Seicento il genere che ha visto la sua fioritura è stato il teatro, che ha avuto tra i suoi autori Adriano Banchieri, Francesco Draghetti e Giulio Cesare Allegri, inventori delle comêdi ridiculåuṡi (commedie ridicole), scritte per essere recitate, ispirate alla commedia dell'arte e rappresentate a soggetto. 
Nel Settecento la figura più in voga in questo genere di commedie è stata quella del dutåur Graziàn, rinominato in seguito Dutåur Balanzån (Dottor Balanzone) alla fine dell'Ottocento, presente in quasi tutte le opere teatrali di questo tipo. Gli autori di teatro più famosi di questo periodo furono Giuseppe Maria Cesari, con il suo capolavoro Al sêruv furtunè, e la contessa Maria Isabella Dosi Grati, conosciuta con il suo nome d'arte di Dorigista, una delle poche scrittrici dell'epoca, autrice di tante opere a soggetto comico quali: Al pränzip pió amànt che anbråuṡ, Al furtón pôc cgnusó dal dutåur Graziàn e tante altre. Altri autori noti furono Fabrizio Nanni e Federico Gallesi. Il teatro del Settecento aveva perso quel carattere serio e di denuncia che contraddistingueva i tempi di Croce e non affrontava più le tematiche sociali. Di questo periodo è anche la prima raccolta di balanzonate trascritte da Properzio Talpi nel 1738. 

### Ottocento

Alfredo Testoni nel 1910

L'inizio dell'Ottocento vide la nascita di due cicli teatrali: quella di Persutén, operaio bolognese dai caratteri grotteschi e il teatro dei burattini. Il personaggio di Persutén fu inventato da Leonardo Scorzoni, egli stesso operaio, che divenne famoso con le sue opere datate 1840  Persutén in cucâgna, Guêren, e altre. Il più grande autore dell'Ottocento fu tuttavia Alfredo Testoni, superiore alla media di tutti i tempi che, tra la fine dell'Ottocento e l'inizio del Novecento scrisse parecchie opere in bolognese e fondò anche una compagnia teatrale insieme a Adriano Pagani. Tra le sue opere più importanti ricordiamo Scuffiaréini, Insteriarì, Sòtt ai adobb, I pisuneint, Cussa faréll ló, Quèll ch'paga l'oli, Anca nó l'Espusiziòn, Dóv s'métt Garibèldi, Al fnèster davanti, Arabella a Montecarlo, Tòurna in scena i pisunént (titoli riportati con l'ortografia dell'epoca). L'Ottocento è anche l'epoca delle zirudelle. Uno dei più grandi autori di questo genere letterario fu Giuseppe Mezzofanti. Si ricordi anche la traduzione in bolognese del Vangelo del 1820 per opera del conte Carlo Pepoli, amico di Giacomo Leopardi.

### Prima metà del Novecento
La prima metà del Novecento è stata segnata dalle due guerre che hanno inciso anche sui toni di molte opere letterarie. Soprattutto negli anni immediatamente successivi al secondo conflitto mondiale nacquero diverse compagnie teatrali quali l'A.S.M.A. di Remo Scoto. Autori di teatro importanti di questo periodo furono Umberto Bonfiglioli con El bèl int'l'ultom e Umberto Morucchio con il suo adattamento di Che cuccagna, sgnèr Felîz!, entrambe del 1945. In questo periodo fu attivo anche il più grande comico bolognese di tutti i tempi, Bruno Lanzarini, che lavoro persino con Giorgio Strehler e che fu egli stesso autore insieme ad Arrigo Lucchini di commedie buffe che avevano come soggetto principale il Dottor Balanzone.
La prima metà del Novecento vede la nascita di una fiorente corrente poetica in bolognese. Uno dei primi autori di questo periodo fu Oreste Trebbi, grande studioso di Bologna, che scrisse opere narcisistiche e poesie sulla città: Bulåggna la Grâsa, La vècia afadè. Altri autori importanti furono Ugo Balestri, di scuola testoniana, e Odoardo Baroni. Eugenio Roncagli fu invece un famoso autore di zirudelle.

### Dagli anni '50 ai giorni nostri
Gli anni dopo la guerra videro il prosperare delle opere poetiche e la nascita di un genere in prosa. L'autore di prosa più importante di questo periodo fu Gaetano Marchetti, che pubblicò nel 1968 vari libri scritti in bolognese, come Ai ténp dal pôver Scarabèl, Quand la cmandèva la Carmaila, La sêrva ed Żòboli, Cal facuajôni d Evaristo. Molti dei suoi racconti si trovano nella rivista bolognese Al Pånt dla Biånnda. Altri autori più famosi sono Luigi Lepri (Gigén Lîvra, coautore insieme a Daniele Vitali del Dizionario di bolognese), Fausto Carpani, Daniele Vitali (Dagnêl Vitèli), Roberto Serra (Bertén d Sèra), Romano Danielli, Sandro Sermenghi (poeta surreale), Silvano Rocca, Giorgio Campi, Elio Evangelisti, Stefano Rovinetti Brazzi (poeta e studioso).
Nel 2009 con L'uomo che verrà di Giorgio Diritti per la prima volta un film in bolognese raggiunge notorietà anche oltre i confini nazionali.